# Shure SM7
Pour les articles homonymes, voir Shure (homonymie).

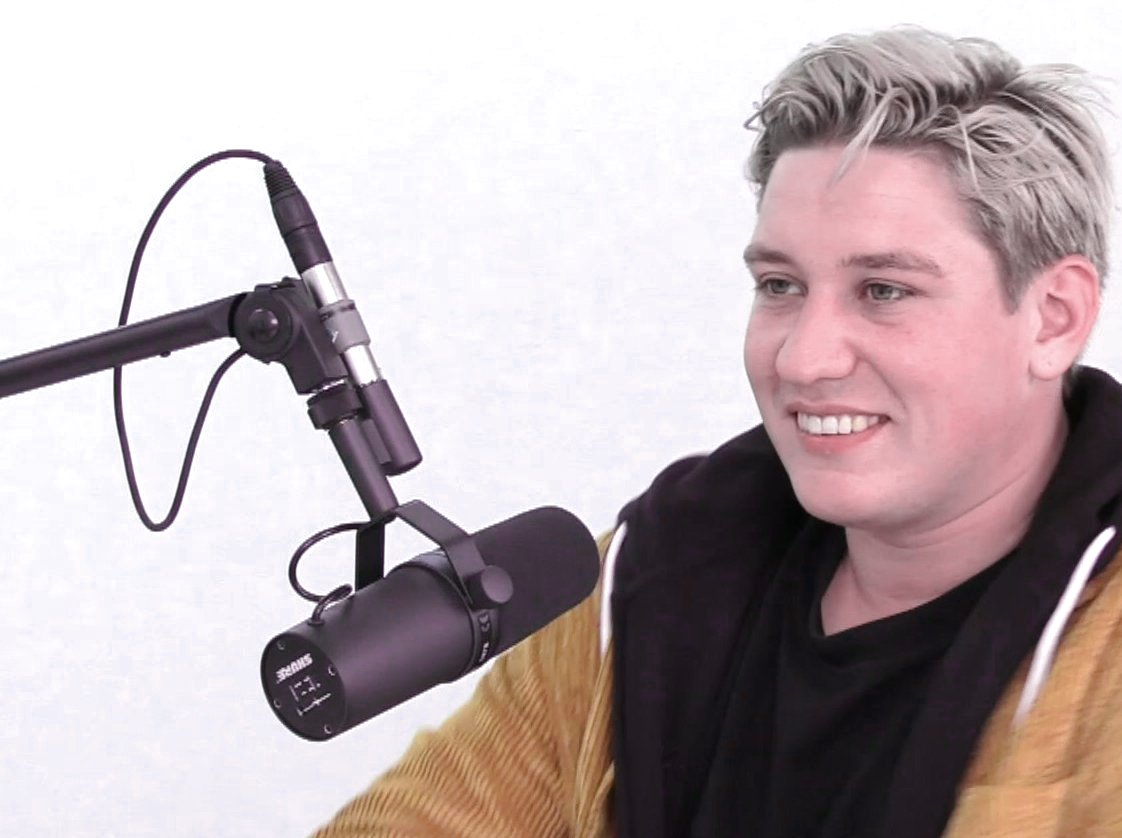
Modèle de microphone SM7b.

Le Shure SM7 est un microphone dynamique cardioïde unidirectionnel pour voix à large capsule destiné aux studios d’enregistrement voix. Le SM7 est considéré comme une des références micro voix pour la sonorisation studio. Deux modèles différents ont été produits : le SM7a (qui n'est plus produit), et le SM7b, toujours en production. 
Il est robuste. Utilisé à travers le monde, il est l’un des micros les plus répandus dans les studios radios européens, mais peut aussi faire un très bon travail en live dans certaines situations bien précises.

## Caractéristiques techniques
- Bande passante : 40-16 000 Hz
- Connecteur : XLR mâle
- Corps : acier moulé avec grille de type tube.
- Poids net : environ 400/500 grammes
- Le SM7 est livré avec deux bonnettes : une épousant la forme de la grille, une autre sphérique

## Historique
Le microphone dynamique cardioïde Shure SM7 est sorti en deux versions.
La première (sous le nom Shure SM7 ou Shure Sm7 (a)) en 1976 puis le SM7 qui présente quelques évolutions technologiques, mais garde le même design extérieur.
Mais l'histoire du Shure SM7 commence tout d'abord par le SM5, un micro destiné à la radio diffusion qui apparut en 1966. Il fut énormément utilisé en studio, et fit de nombreuses apparitions dans des films de l'époque. La production de ce microphone fut arrêtée en 1986.